# Will Still
William (Will) Still (Eigenbrakel, 14 oktober 1992) is een Brits-Belgisch voetbaltrainer van Engelse afkomst. Sinds mei 2025 is hij hoofdtrainer van de Engelse tweedeklasser Southampton FC, waar hij een driejarig contract ondertekende.

## Jeugd en spelerscarrière
Still's verhuisden omstreeks 1990 van Engeland naar België, waar hij geboren werd. Still werd Engelstalig opgevoed en ging naar een Franstalige school in Waals-Brabant. Daarnaast leerde hij Nederlands door bij Vlaamse voetbalclubs te spelen. Hij voetbalde bij de jeugd van STVV en RAEC Mons, en voor het eerste elftal van toenmalig vierdeklasser Tempo Overijse. Hij heeft twee broers, Nicolas en Edward Still, die eveneens in het voetbal actief zijn.

## Trainerscarrière

### Beginjaren
Still begon zijn carrière als assistent-trainer de U14 van Preston North End. Bij die club deed hij stage in functie van zijn voetbalstudies aan Myerscough College. In 2014 werd hij de videoanalist van STVV, waar hij bij toenmalig hoofdtrainer Yannick Ferrera solliciteerde met een matchanalyse. In 2015 promoveerden ze samen naar de Jupiler Pro League. In september 2015 maakte hoofdcoach Yannick Ferrera de overstap naar Standard Luik en verhuisde Still mee als assistent. Dat seizoen veroverde Standard Luik de Beker van België. In september 2016 werden Ferrera en zijn technische staf ontslagen. 

### Lierse SK
In april 2017 ging Still, op voorspraak van Patrick Nys – die hem nog kende van STVV – aan de slag bij tweedeklasser Lierse als videoanalist en assistent van hoofdtrainer Frederik Vanderbiest. In juni 2017 keerde Still terug naar Standard Luik. Nauwelijks 48 uur later vertrok Still echter alweer bij Standard, dat de voorwaarden van bij de contractbesprekingen achteraf niet wilde nakomen. Still kon meteen weer aan de slag bij Lierse, waar hij na het ontslag van Vanderbiest begin oktober mocht invallen als interim-hoofdcoach in de competitiewedstrijd tegen AFC Tubize. Uiteindelijk koos Lierse ervoor om door te gaan met de amper 24-jarige Still als hoofdtrainer. Still pakte als hoofdcoach 21 op 27, met daarbij zeven overwinningen op rij. De 2-0-zege tegen Westerlo op 2 december 2017 werd echter de laatste wedstrijd van Still als hoofdcoach, aangezien een coach zonder UEFA A-trainersdiploma in Eerste klasse B slechts 60 dagen na het ontslag van zijn voorganger kan aanblijven. Still werd vervolgens de assistent van David Colpaert. Op het einde van het seizoen 2017/18 werd Lierse failliet verklaard.

### Beerschot VA
Na het faillissement van Lierse trok Still naar Beerschot-Wilrijk als assistent van Stijn Vreven. Onder diens opvolger Hernán Losada werd Still in augustus 2020 kampioen van de Proximus League na een gewonnen finale tegen Oud-Heverlee Leuven. Nadat Hernán Losada midden januari 2021 de club besloot te verlaten om in te gaan op een aanbod van de Amerikaanse club DC United, vroeg de Argentijn hem mee naar Washington. Still besloot echter bij Beerschot te blijven en werd er op 19 januari 2021 benoemd tot nieuwe hoofdcoach. Hij werd zo de jongste naoorlogse coach in de Belgische Eerste klasse.
De dalende lijn die onder Losada al was ingezet – de Argentijn vertrok met 2 op 21 – werd onder Still nauwelijks onderbroken. Beerschot, dat in zijn debuutseizoen in Eerste klasse A de derde beste aanval maar ook de derde slechtste verdediging had, vond niet meteen een antwoord op het vertrek van Tarik Tissoudali en de vormdip van Raphael Holzhauser. Na vijf zeges, twee gelijke spelen en zes nederlagen finishte de club in de competitie als negende, op één punt van de achtste plaats die recht gaf op de Europe play-offs. Ondanks dat verdienstelijke resultaten voor een promovendus klonk er her en der gemor, zeker omdat het team eind november nog gedeeld eerste stond. Een maand na afloop van de reguliere competitie was het dan ook nog altijd niet zeker of Still ook in het seizoen daarop hoofdcoach van Beerschot zou blijven.
Op 20 mei 2021 stelde Beerschot Peter Maes voor als nieuwe trainer van de club. Ondervoorzitter Walter Damen verkondigde dat het tweede seizoen in Eerste klasse A nooit eenvoudig is en dat de club daarom voor de meer ervaren Maes koos. Still werd pas twintig minuten voor het uitsturen van het persbericht ingelicht over de aanstelling van Maes. De Britse Belg kreeg daarbij de vraag of hij wou aanblijven als assistent van de Limburger. Op 7 juni 2021 kondigde Beerschot aan dat trainer en club in onderling overleg uit elkaar gingen.

### Stade de Reims
Enkele weken na zijn vertrek bij Beerschot ondertekende Still een contract voor twee seizoenen bij de Franse eersteklasser Stade de Reims, waar hij de assistent werd van hoofdtrainer Óscar García. Met Wout Faes, Thomas Foket en Thibault De Smet kwam hij er drie Belgische spelers tegen. Op de vierde competitiespeeldag leidde hij door een schorsing van García de wedstrijd tegen Paris Saint-Germain, die door het debuut van Lionel Messi wereldnieuws werd.
In september 2021 dacht RSC Anderlecht aan Still om Craig Bellamy (en ook de reeds eerder vertrokken Aaron Danks) op te volgen als assistent-trainer. Reims liet Still echter niet zonder slag of stoot vertrekken. Begin oktober was het uiteindelijk Standard Luik dat zijn handtekening wist te bemachtigen.

### Standard Luik
In oktober 2021 ging Still aan de slag als assistent-trainer bij Standard Luik, de club waar hij in het verleden al eens aan de slag was. Hij werd er de assistent van Luka Elsner, die Mbaye Leye verving als hoofdtrainer. De Sloveen slaagde er niet in om het tij te keren, en onder zijn leiding eindigde Standard slechts veertiende in de reguliere competitie – een evenaring van de laagste eindklassering ooit, in het seizoen 1945/46, toen er weliswaar wel negentien clubs in Eerste klasse speelden. Op 20 april 2022 werden Elsner en assistent-trainer Serge Costa dan ook ontslagen. Still en de rest van de overgebleven staf namen in de daaropvolgende weken de trainingen over van de eerste ploeg. Enkele dagen later stond Still aan het hoofd van de Rouches tijdens de oefenwedstrijden tegen Excelsior Virton (2-0-winst) en Roda JC (5-2-winst).
Eind april 2022 werd Still genoemd als mogelijke trainer voor de beloftenploeg van Standard, die op dat moment nog volop in de running waren voor een plaatsje in Eerste klasse B in het seizoen 2022/23. Op 22 juni 2022 werd het einde van de samenwerking tussen Still en Standard officieel aangekondigd.

### Terugkeer bij Reims
Kort na de officiële bekendmaking van zijn vertrek bij Standard keerde Still terug naar Stade de Reims, waar hij zijn functie als assistent-coach onder Óscar García terug opnam. Still werkte er opnieuw samen met drie Belgen: Foket en De Smet waren er nog steeds, net als Wout Faes die op 1 september 2022 een transfer naar Leicester City versierde, en Maxime Busi kwam in juni 2022 definitief over van Parma Calcio 1913 nadat Reims hem in de tweede helft van het seizoen 2021/22 al had gehuurd. Reims versterkte zich in de zomer van 2022 ook nog met twee spelers uit de Jupiler Pro League: Junya Ito en Emmanuel Agbadou kwamen over van respectievelijk Genk en Eupen.
Op 8 oktober 2022 viel Still in voor García, die om persoonlijke redenen verstek moest geven voor de competitiewedstrijd tegen Paris Saint-Germain. In tegenstelling tot tijdens zijn eerste confrontatie met PSG als interim-trainer in augustus 2021, slaagde Still er ditmaal wél in om de Parijzenaars punten te ontfutselen: de wedstrijd eindigde op een 0-0-gelijkspel. Minder dan een week later, op 13 oktober 2022, werd García ontslagen wegens tegenvallende resultaten. Still, die een dag later zijn dertigste verjaardag zou vieren, werd aangesteld als interim-trainer tot aan het WK 2022. Het team bleef tijdens deze periode ongeslagen: een week na het 0-0-gelijkspel tegen seizoensrevelatie FC Lorient boekte Still zijn eerste zege als Reims-trainer (2-1 tegen AJ Auxerre), waarna de champagneclub 5 op 9 pakte tegen Stade Brestois, FC Nantes en Montpellier HSC.
Op 30 november 2022 maakte Stade de Reims bekend dat Still zou aanblijven als hoofdcoach van de club. Still beschikte op dat moment nog niet over het benodigde UEFA Pro License-diploma, waardoor de club een boete van 25.000 euro per wedstrijd moest betalen zolang Still hoofdcoach bleef. Reims bleef het ook na de WK-break uitstekend doen onder Still: de club startte het jaar 2023 met een 1-1-gelijkspel tegen Lille OSC en bleef ongeslagen tot 8 februari 2023, toen de club met 3-1 onderuit ging bij Toulouse FC in de Coupe de France. Zijn eerste nederlaag in de Ligue 1 (de 0-2 tegen PSG in het seizoen 2021/22 buiten beschouwing gelaten) leed Still pas op 19 maart 2023, toen Olympique Marseille met 1-2 kwam winnen in het Stade Auguste-Delaune.
Een week na de nederlaag tegen Marseille won Reims met 0-3 van Nantes, waardoor de club naar de zevende plaats klom, op zes punten van de vijfde plaats die recht gaf op een Europees ticket. Reims slaagde er evenwel niet in om tot dat niveau op te rukken, en zakte na een 1 op 12 zelfs weer naar de elfde plaats. Reims eindigde uiteindelijk elfde met 51 punten, op zestien punten van de vijfde plaats maar ook zestien punten boven de degradatiestreep. Ter vergelijking: na de laatste wedstrijd onder García stond Reims zeventiende – op een degradatieplaats dus – met 7 op 27.
Still sprak in de zomer van 2023 met enkele buitenlandse clubs, maar begon het seizoen 2023/24 toch als trainer van Stade de Reims. Bij de jaarwisseling stond Reims, dat zich in het tussenseizoen versterkte met onder andere Teddy Teuma en Joseph Okumu, zevende op amper één punt van de zesde plaats. De prestaties van Still bleven interesse opwekken: eind december 2023 verklaarde Still dat hij sinds de start van het seizoen 2023/24 is benaderd door onder andere Stoke City, Swansea City, Olympique Lyon en Stade Rennais. Still bleef aan, maar op 2 mei 2024 werd bekend dat trainer en club in onderling overleg uit elkaar gingen, ondanks een doorlopend contract tot medio 2025 en ondanks het feit dat er nog drie competitiespeeldagen af te werken waren.

### RC Lens
In juni 2024 ondertekende Still een driejarig contract bij RC Lens.  De Belg werd er de opvolger van Franck Haise, die de club vanuit de Ligue 2 naar de UEFA Champions League had geleid. Still, die bij Lens het gezelschap kreeg van zijn broers Edward en Nico als respectievelijk T2 en videoanalist, maakte met Lens zijn Europese debuut als trainer: in de laatste voorronde van de Conference League won de Franse club met 2-1 van Panathinaikos FC, om vervolgens een week later met 2-0 te verliezen in Athene.
Lens deed in de competitie lang mee voor een Europees ticket, maar les Sang et Or, die tijdens de winter basiskrachten als Brice Samba, Kevin Danso, Abduqodir Xusanov en Przemysław Frankowski lieten vertrekken, eindigden uiteindelijk achtste. Na de laatste wedstrijd van het seizoen, een 4-0-zege tegen AS Monaco, kondigde Still zijn afscheid bij de club aan. Still noemde zijn thuissituatie – de gezondheidstoestand van zijn in Engeland wonende vriendin – de belangrijkste reden voor zijn vertrek.

### Southampton FC
Een week na zijn vertrek bij Lens werd Still aangekondigd als de nieuwe trainer van Southampton FC, dat in het seizoen 2024/25 uit de Premier League degradeerde.

## Erelijst

### Als assistent-trainer
STVV
- Proximus League: 2014/15

Standard Luik
- Beker van België: 2015/16

Beerschot
- Proximus League: 2019/20